# Cornelius Prittwitz
Cornelius Prittwitz (* 18. Februar 1953 in Wertheim) ist ein deutscher Rechtswissenschaftler.
Prittwitz studierte Rechtswissenschaft und Politikwissenschaft an den Universitäten München, Genf und Frankfurt am Main. Nach der Promotion mit der Dissertation Der Mitbeschuldigte im Strafprozeß 1983 in Frankfurt studierte er zudem an der Harvard University und erwarb dort 1985 den akademischen Titel Master of Public Administration.
Er war seit 1985 Lehrbeauftragter an der Universität in Frankfurt am Main, wo er sich 1992 habilitiert hatte. Nach Lehr- und Richtertätigkeiten in Münster und Rostock wurde Prittwitz von 1998 bis 2000 Berater des chilenischen Justizministeriums. Seit dem Sommersemester 2000 ist er Professor für Strafrecht, Strafprozess, Kriminologie und Rechtsphilosophie an der Goethe-Universität in Frankfurt am Main.